# 龙家堡站
龙家堡站是位于吉林省长春市九台区龙家堡镇的一个铁路车站，邮政编码130504。车站建于1919年，有长图铁路经过该站，现办理客货运业务，车站及其上下行区间均未电气化。车站距离长春站35公里，隶属沈阳铁路局，是四等站。